# 平離島
平離島（ひらばなりじま、ひらぱなりじま）は、八重山諸島石垣島の川平石崎の北に位置する無人島で、全島が沖縄県石垣市に属する。平離（ひらぱなり、ひらばなり）とも呼ばれる。
石垣島の北西にあり、川平湾の西方に突き出す川平石崎の先端付近の北側約100mに位置する、面積約0.02km2（約2ha）の小島である。周囲にはサンゴ礁が発達するとともに岩が点在しており、干潮時には海岸から歩いて渡ることができる。
かつては交通不便な地であったが、1999年9月に川平石崎のこの島の対岸にクラブメッド・カビラがオープンし、島の対岸付近まで達する道路が整備されたことなどから、近年はアクセスが容易になっている。
2007年8月1日の西表石垣国立公園の拡張にあたって、この島は普通地域に指定されている。